# Ла-Лоджа
Ла-Лоджа (італ. La Loggia, п'єм. La Lògia) — муніципалітет в Італії, у регіоні П'ємонт,  метрополійне місто Турин.
Ла-Лоджа розташована на відстані близько 520 км на північний захід від Рима, 12 км на південь від Турина.
Населення — 8930 осіб (2014).
Щорічний фестиваль відбувається 25 липня. Покровитель — San Giacomo il Maggiore.

## Демографія
Населення за роками:

Станом на 1 січня 2023 року в муніципалітеті офіційно проживало 277 іноземців з 39 країн, серед них 155 громадян країн Євросоюзу та 3 громадяни України.

## Сусідні муніципалітети
- Кариньяно
- Монкальєрі
- Віново